# 卡斯泰尔诺-下里维耶尔
卡斯泰尔诺-下里维耶尔（法語：Castelnau-Rivière-Basse）是法国上比利牛斯省的一个市镇，位于该省北部，属于塔布区。该市镇总面积18.5平方公里，2009年时的人口为687人。

## 人口
卡斯泰尔诺-下里维耶尔人口变化图示